# 아노역 (시가현)
아노역(일본어: 穴太駅)은 일본 시가현 오쓰시에 위치한 게이한 전기 철도 이시야마사카모토 선의 철도역이다. 역 번호는 OT 19이며, 상대식 승강장 2면 2선의 구조를 갖춘 지상역이다.

## 타는 곳
| (서쪽) | ■ 이시야마사카모토 선 | 하행 | 사카모토 방면                                |
| (동쪽) | ■ 이시야마사카모토 선 | 상행 | 하마오쓰 · 이시야마데라 · 교토 · 오사카 방면 |

## 역 주변
- 국도 제161호선
- 가라사키 신사
- JR 도자이 선 가라사키역

## 인접 역
| 게이한 전기철도 ■ 이시야마사카모토 선 | 게이한 전기철도 ■ 이시야마사카모토 선 | 게이한 전기철도 ■ 이시야마사카모토 선 |
| ------------------------------------- | ------------------------------------- | ------------------------------------- |
| OT 18 시가사토 이시야마데라 방면      | ■ 이시야마사카모토 선                 | 마쓰노반바 OT 20 사카모토 방면        |